# Mysterium Cosmographicum
Mysterium Cosmographicum (Kozmička tajna) je knjiga o astronomiji njemačkog astronoma Johannesa Keplera. Prvi put je objavljena 1596. u 
Tübingenu. Kepler je predložio da se odnosi udaljenosti između šest onda poznatih planeta mogu razumjeti u smislu pet poliedara, koji su umetnuti u kuglu koja predstavlja putanju Saturna. Ova knjiga objašnjava Keplerovu kozmološku teoriju temeljenu na Kopernikanskom sustavu u kojem pet Pitagorinih pravilnih poliedara određuje strukturu svemira i odražava božanski plan u geometriji. 